# Wasserturm Bad Lauchstädt

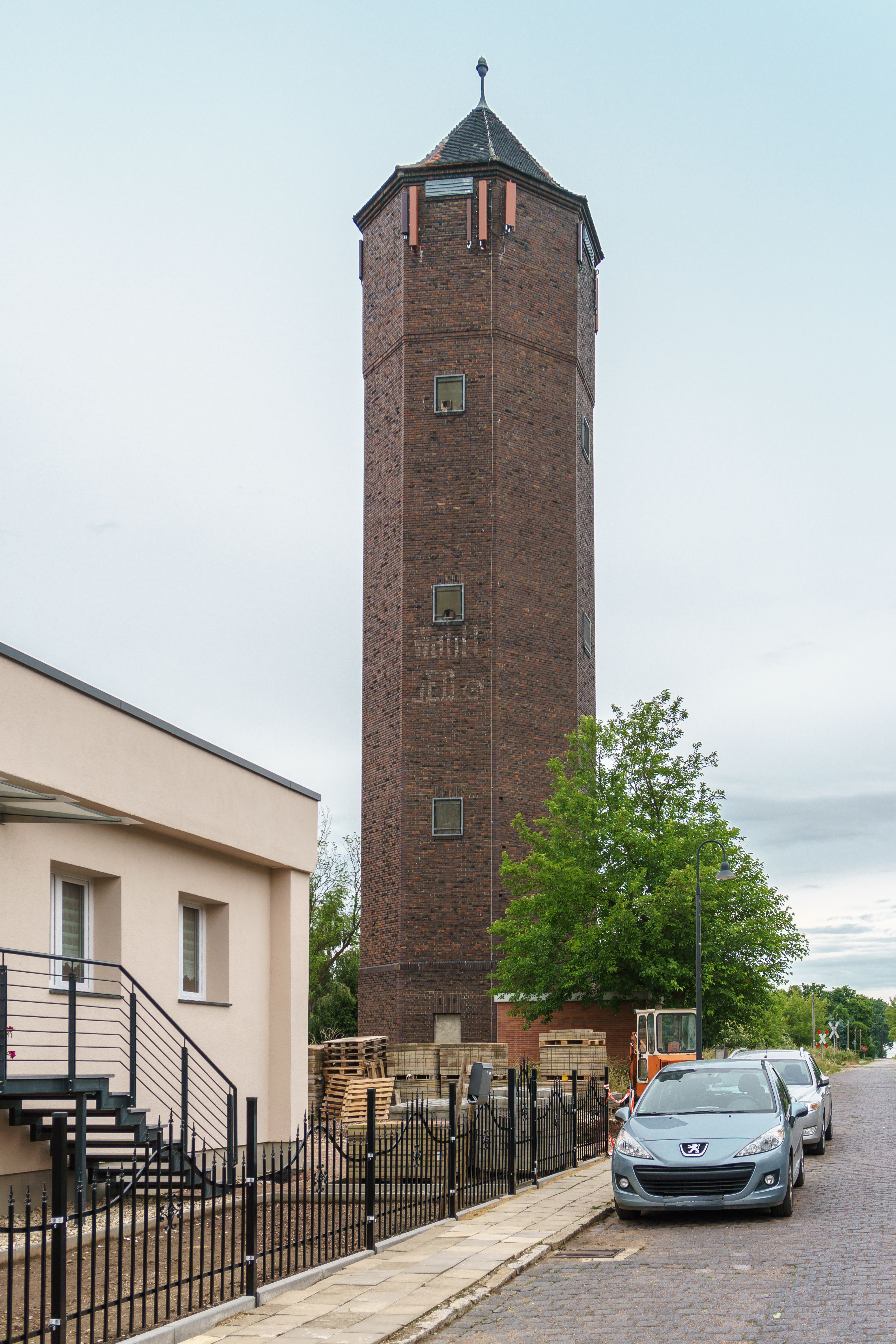
Wasserturm in Bad Lauchstädt

Der stillgelegte Wasserturm in der Stadt Bad Lauchstädt in Sachsen-Anhalt ist im örtlichen Denkmalverzeichnis unter der Erfassungsnummer 094 20669 als Baudenkmal verzeichnet. Er steht in der Windmühlenstraße nahe der Gleisanlage.
Das achteckige Backsteinbauwerk aus den 1920er Jahren weist nur geringe Zierformen auf.